# Thanmoia
Thanmoia es un género de saltamontes de la subfamilia Oxyinae, familia Acrididae, y está asignado a la tribu Oxyini. Este género se distribuye en Vietnam.

## Especies
Las siguientes especies pertenecen al género Thanmoia:
- Thanmoia ceracrifucosa Storozhenko, 1992
- Thanmoia gustavi Ramme, 1941
- Thanmoia maculata (Willemse, 1957)
- Thanmoia olivacea (Willemse, 1957)